# Chiesa di San Salvatore (Casalbordino)
La chiesa parrocchiale del Santissimo Salvatore è sita in piazza Umberto I a Casalbordino, in provincia di Chieti.

## Storia
La struttura originaria risale al XIV secolo, delle trasformazioni successive sono state realizzate nel XVIII-XX secolo. Le trasformazioni di epoca barocca hanno stravolto l'aspetto della chiesa. La torre campanaria crollata nei primi decenni dell'ottocento, fu ricostruita tra il 1831 e gli inizi del novecento.

## Descrizione

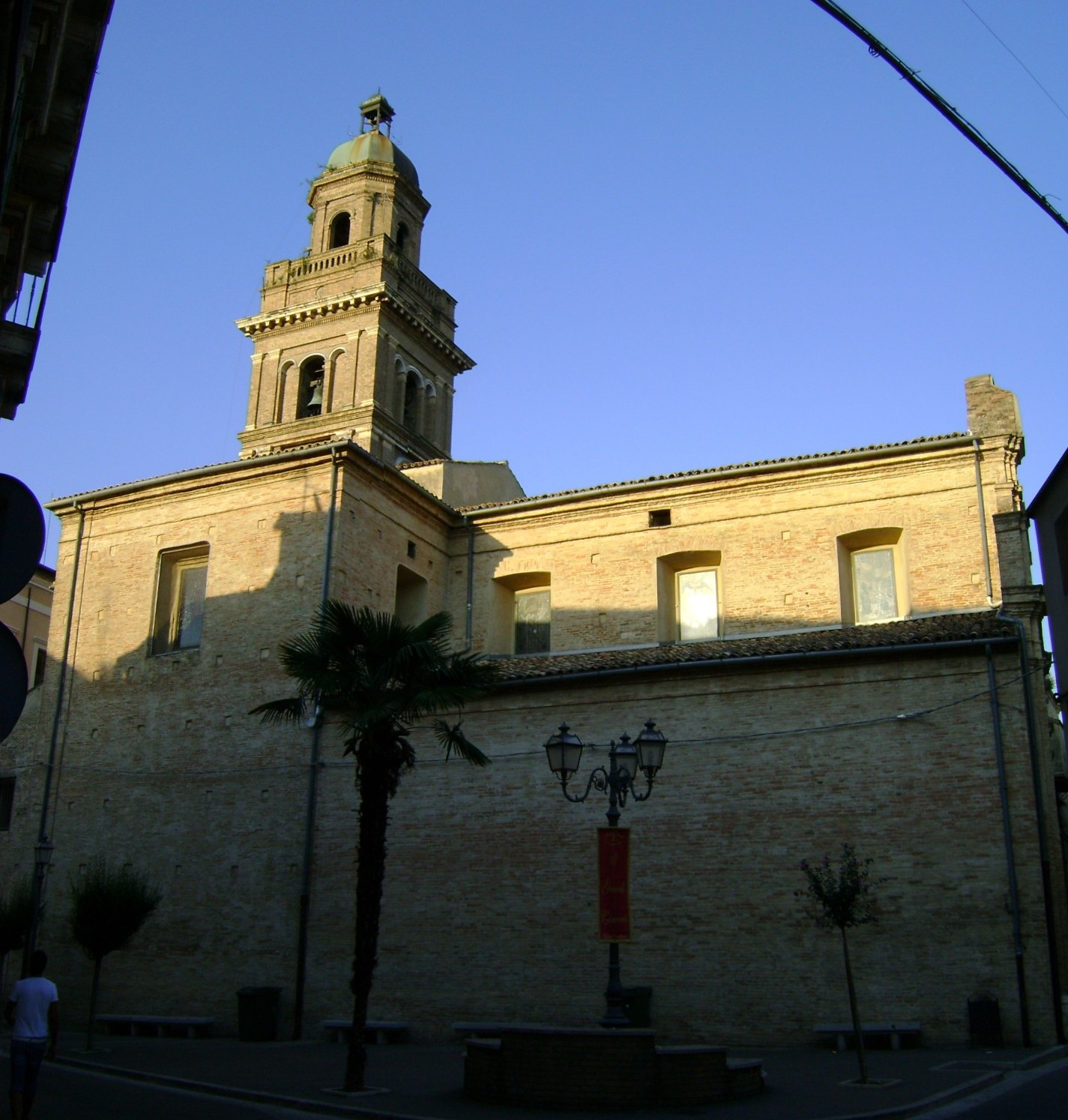
Veduta laterale della chiesa

La facciata è a capanna con coronamento centrale centinato con alternanze di cornici marcapiano, lesene, capitelli e partiture architettoniche. Ha tre portali di accesso ed è in mattoni a vista.
L'interno, a tre navate, è interamente stuccato e decorato con abbellimenti barocchi. Gli stucchi settecenteschi hanno elaborati ornati a tralci vegetali, presso il catino absidale semicircolare dell'altare maggiore, illustrano anche temi simbolici, come il pio pellicano e lo Spirito Santo. Presso il presbiterio dove si innalza una falsa cupola, i pennacchi sono ornati dagli stucchi dei Quattro Evangelisti.
All'interno vi è un organo del 1780 con unica campata con paraste dipinte ad imitare il marmo ed un cornicione ondulato.
Diverse sono le opere d'arte, presso l'altare maggiore una macchina scenica in stucco, che riproduce il motivo delle nuvole sopra cui di innalzano angeli raggi di sole, ospita un quadro del Cristo che appare a Maria, di scuola locale. Presso gli altari laterali si trovano tabernacoli in scagliola a tema barocco, con doppie colonne che sorreggono un timpano concavo. Vi si conservano le statue di San Nicola, San Michele, Cristo salvatore. Sulla navata destra vi è una grande cappella dedicata al Maria Santissima Addolorata, dove si trovano le statue della Vergine Addolorata, il Cristo morto, San Francesco d'Assisi e altre statue.
Le volte della chiesa sono abbellite da cornici in stucco che ospitano tele, quasi tutte copie di opere di artisti italiani influenti, ad esempio la copia del San Michele che scaccia il Demonio di Guido Reni. Altre tele sono una interessante "Natività" di un seguace di Donato Teodoro di Chieti, e una "Ultima Cena" del pittore G. Marchesani di Vasto,

### Torre campanaria
Ciò che spicca della chiesa è la torre civica. Fu costruita nel 1901 da Antonino Liberi, cognato di Gabriele D'Annunzio poiché la vecchia torre era stata abbattuta perché pericolante. La torre è alta 45 metri ed è il simbolo di Casalbordino. Ha pianta quadrata, e ha corpo slanciato, suddiviso in tre settori da cornici. Il secondo settore ha su ogni lato un ordine a trifora sormontato da un orologio; l'ultimo settore è ugualmente triforo e contiene la cella campanaria. In cima alla torre vi è una balconata con un piccolo tamburo che sorregge una piccola cupola con lanterna e archi.

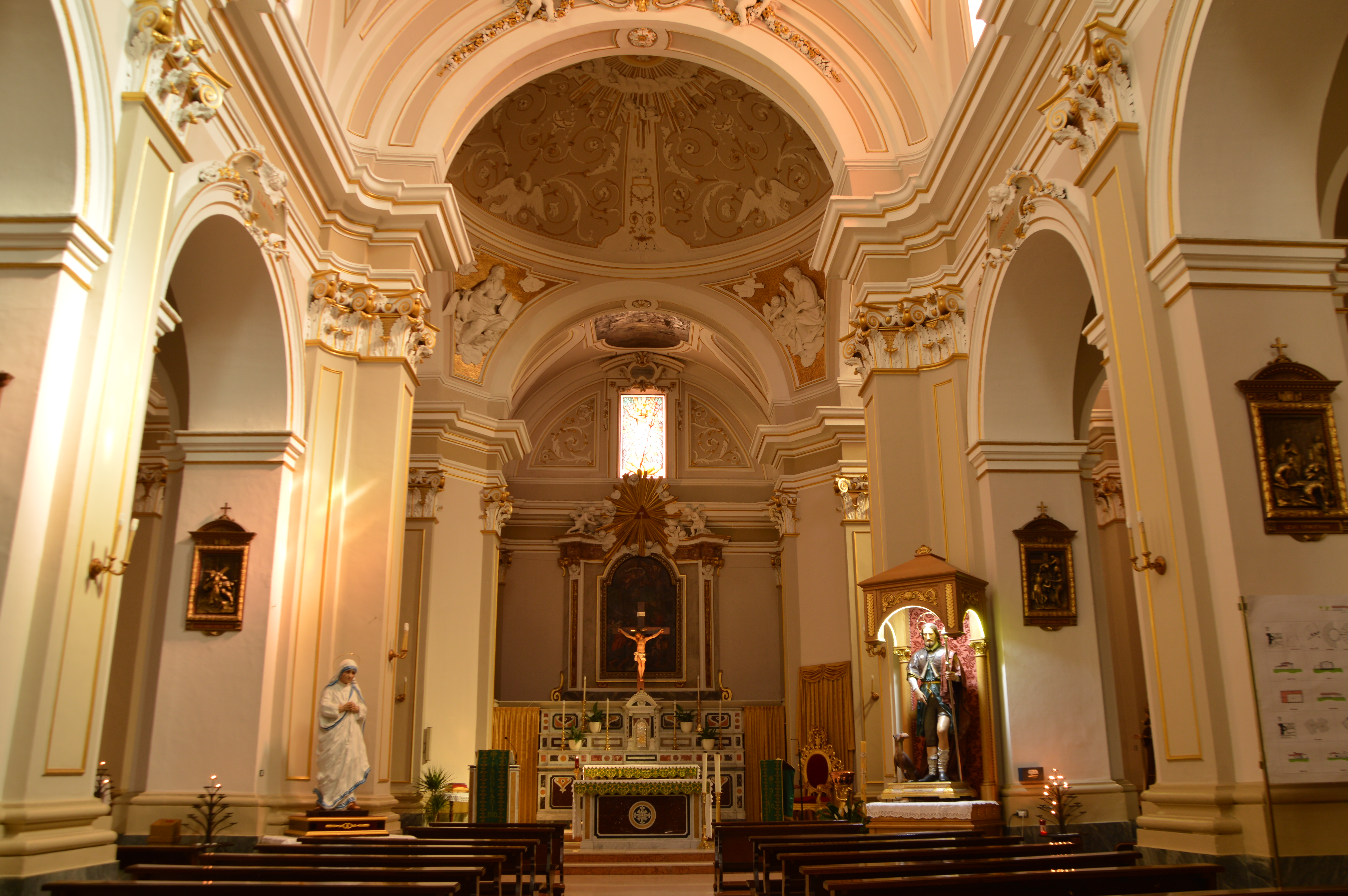
.Interno della chiesa